# Cremosperma occidentale
Cremosperma occidentale är en tvåhjärtbladig växtart som beskrevs av Wiehler. Cremosperma occidentale ingår i släktet Cremosperma och familjen Gesneriaceae. Inga underarter finns listade i Catalogue of Life.